# Hideous Bastard
Hideous Bastard — дебютный студийный альбом британского музыканта Оливера Сима (певца и гитариста из группы The xx), изданный 9 сентября 2022 года на студии Young. Продюсером альбома выступил коллега Сима по группе Jamie xx. К альбому был выпущен короткометражный фильм режиссёра Яна Гонсалеса, премьера которого состоялась на Каннском кинофестивале 2022 года. В центре альбома — темы квира, в том числе опыт Сима с ВИЧ.

## История
До анонса альбома было выпущено два сингла. «Romance with a Memory», дебютный сольный сингл Сима, был выпущен 10 марта 2022 года с клипом, в котором приняли участие дрэг-квины Чарити Касе, ХоСо Терра Тома и российская квир-художница Гена Марвин.

## Отзывы
| Совокупная оценка    | Совокупная оценка |
| Источник             | Оценка            |
| -------------------- | ----------------- |
| AnyDecentMusic?      | 7.7/10            |
| Metacritic           | 80/100            |
| Оценки критиков      |                   |
| Источник             | Оценка            |
| Beats Per Minute     | 72%               |
| The Daily Telegraph  | [ 5 ]             |
| DIY                  | [ 6 ]             |
| The Guardian         | [ 7 ]             |
| The Line of Best Fit | 9/10              |
| MusicOMH             | [ 9 ]             |
| NME                  | [ 10 ]            |
| Pitchfork            | 6.5/10            |
| PopMatters           | 7/10              |
| Slant Magazine       | [ 13 ]            |

По данным агрегатора рецензий Metacritic альбом Hideous Bastard получил «в целом благоприятные отзывы» на основе средневзвешенной оценки 80 из 100 из 12 оценок критиков.

## Награды и номинации
| Год  | Организация                  | Награда                | Работа                 | Статус    | Ссылка |
| ---- | ---------------------------- | ---------------------- | ---------------------- | --------- | ------ |
| 2023 | AIM Independent Music Awards | Best Independent Album | Hideous Bastard        | Номинация | [ 14 ] |
| 2023 | AIM Independent Music Awards | Best Independent Remix | «GMT» (Jamie xx Remix) | Номинация | [ 14 ] |

### Итоговые списки
| Публикация         | Ранг | Ссылка |
| ------------------ | ---- | ------ |
| Clash              | 11   | [ 15 ] |
| Dazed              | 13   | [ 16 ] |
| Double J           | 23   | [ 17 ] |
| The Guardian       | 41   | [ 18 ] |
| Les Inrockuptibles | 27   | [ 19 ] |
| Loud and Quiet     | 26   | [ 20 ] |
| MusicOMH           | 43   | [ 21 ] |
| NME                | 44   | [ 22 ] |
| Nylon              | н/д  | [ 23 ] |
| The Sunday Times   | 24   | [ 24 ] |

## Список композиций
Все тексты написаны Оливером Симом и другие, вся музыка написана Сим, James Smith и другие.
| №                   | Название                                 | Текст песни                                     | Музыка                             | Длительность |
| ------------------- | ---------------------------------------- | ----------------------------------------------- | ---------------------------------- | ------------ |
| 1.                  | «Hideous» (при участии Jimmy Somerville) | Somerville                                      | Lee Hazlewood                      | 4:23         |
| 2.                  | «Romance with a Memory»                  |                                                 | Sam Dees [ b ] William Crump [ b ] | 2:58         |
| 3.                  | «Sensitive Child»                        | Smith Del Shannon [ c ]                         | Shannon                            | 3:02         |
| 4.                  | «Never Here»                             |                                                 |                                    | 3:38         |
| 5.                  | «Unreliable Narrator»                    |                                                 |                                    | 2:12         |
| 6.                  | «Saccharine»                             |                                                 |                                    | 3:14         |
| 7.                  | «Confident Man»                          |                                                 |                                    | 3:51         |
| 8.                  | «GMT»                                    | Brian Douglas Wilson [ d ] Van Dyke Parks [ d ] | Wilson Parks                       | 3:08         |
| 9.                  | «Fruit»                                  | Smith Alex Peringer                             |                                    | 3:24         |
| 10.                 | «Run the Credits»                        | Wilson Parks                                    | Wilson Parks James Fountain [ e ]  | 4:21         |
| Общая длительность: | Общая длительность:                      | Общая длительность:                             | Общая длительность:                | 34:11        |

## Чарты
| Чарт (2022)                                  | Высшая позиция |
| -------------------------------------------- | -------------- |
| Бельгия/Фландрия (Ultratop)                  | 88             |
| Франция (SNEP)                               | 195            |
| Германия (Offizielle Top 100)                | 66             |
| Шотландия (Scottish Albums Chart)            | 9              |
| Швейцария (Schweizer Hitparade)              | 59             |
| Великобритания (UK Albums Chart)             | 58             |
| Великобритания (UK Independent Albums Chart) | 2              |

### Комментарии
1. ↑  Из фрагмента песни Hazlewood «Your Sweet Love»[13].
2. 1 2  Из фрагмента песни Dees «Lonely for You Baby»[25].
3. ↑  Из фрагмента песни Shannon «Breakup»[13][25].
4. 1 2  Из фрагмента песни Wilson «Smile Backing Vocals Montage»[13][25].
5. ↑  Из фрагмента песни Fountain «Seven Day Lover»[25].